# Тиморский эскудо
Тиморский эскудо (порт. Escudo timorense) — денежная единица Португальского Тимора в 1959—1975 годах.

## История
Тиморский эскудо, был введён 1 января 1959 года вместо тиморской патаки в соотношении: 5,60 патаки = 1 эскудо. Номинал в 1 эскудо был из нейзильбера, а 3 и 6 эскудо из серебра. 1 эскудо делился на 100 сентаво. Учитывая, что поскольку предыдущий номинал в патаках обменивался по курсу 6 патак за 1 доллар США, то новый необычный номинал в 6 и 3 эскудо при их выпуске в обращение и был применен для удобства населения в этот переходной период. В 1964 году монетный ряд дополнился номиналом в 10 эскудо. В дальнейшем, в 1970 году виду инфляции монеты из серебра были заменены номиналами привычными в Португалии: это 2 1⁄2, 5 и 10 эскудо.
В декабре 1975 года Восточный Тимор оккупирован Индонезией, а затем включён в её состав. Эскудо заменён на индонезийскую рупию.

## Монеты и банкноты
Чеканились монеты в 10, 20, 30, 50, 60 сентаво, 1, 21⁄2, 3, 5, 6, 10 эскудо.
Выпускались банкноты в 20, 30, 50, 60, 100, 500, 1000 эскудо.